# Sic Celeo (Monarquia Lusitana)
Sic Celeo (Sic Eleo ou Siceleu), é uma figura lendária, que sucedeu a seu pai Sic Ano no reinado ibérico, fazendo parte da lista de reis mencionados por vários autores portugueses e espanhóis, entre os Séc. XVI e XVIII, por exemplo, Florián de Ocampo, Bernardo de Brito, ou ainda o flamengo João Vaseu e o italiano João Ânio de Viterbo.[carece de fontes?]

## Monarchia Lusytana (de Bernardo Brito)
Bernardo de Brito refere na Monarchia Lusytana que Sic Celeo terá feito uma expedição militar à Itália para pôr termo a uma disputa de poder entre seus sobrinhos Iasio e Dardano. Desbaratou as tropas de Dardano que terá depois fundado a cidade de Tróia, conforme a história mítica de Dardano.
É mencionado na Monarchia Lusytana no Capítulo 15:

Do reyno de Sic Celeo, e Luso em Espanha, e de como esta parte ocidental se começou a chamar Lusytania, com muitas outras particularidades acerca desta matéria